# Bangkok Noi
Bangkok Noi (thailändisch บางกอกน้อย, bāːŋkɔ̀ːk nɔ́ːj) ist eine der 50 Khet (Bezirk) in Bangkok, der Hauptstadt von Thailand. Bangkok Noi ist zentraler Distrikt am Westufer des Mae Nam Chao Phraya (Chao-Phraya-Fluss).

## Geographie

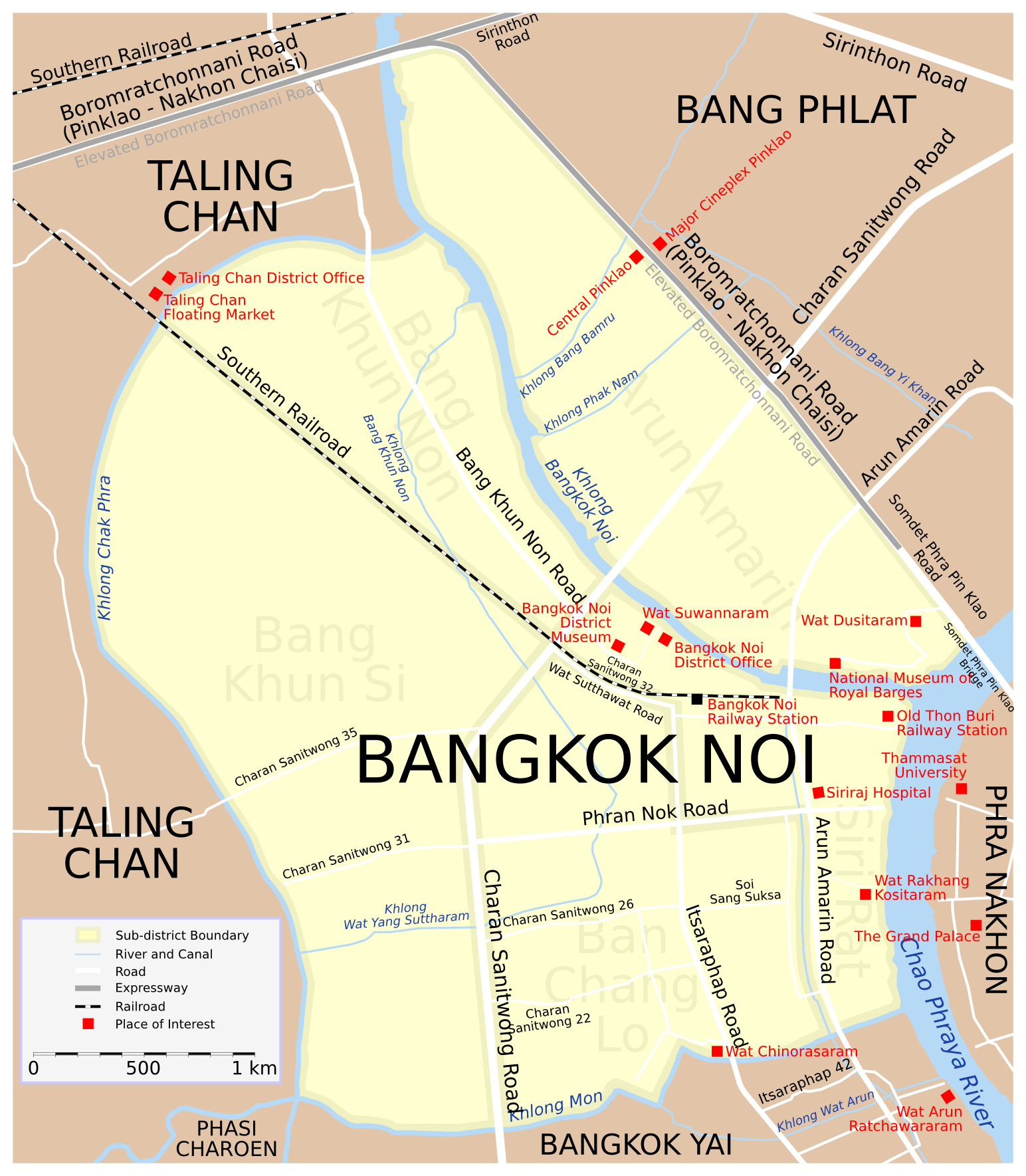
Übersichtskarte des Bezirks

Bangkok Noi wird im Norden begrenzt von der Borommaratchachonnani- und der Somdet-Phra-Pin-Klao-Straße, im Osten vom Chao Phraya, im Süden vom Khlong Mon und im Westen vom Khlong Bangkok Yai und Khlong Bangkok Noi.
Benachbarte Bezirke sind im Uhrzeigersinn von Norden aus Bang Phlat, Phra Nakhon (auf dem gegenüberliegenden Ufer des Chao Phraya), Bangkok Yai, Phasi Charoen und Taling Chan.

## Geschichte
Bangkok Noi wurde am 15. Oktober 1915 als Amphoe der Provinz Thonburi eingerichtet. Der ursprüngliche Name war Amphoe Amarin, er wurde aber am 11. Juli 1916 dem traditionellen Namen dieser Gegend angepasst und in Amphoe Bangkok Noi umbenannt. Als im Jahre 1972 Thonburi und Bangkok zusammengelegt wurden, wurde Bangkok Noi zu einem Khet von Bangkok.
Am 9. November 1989 wurde ein neuer Bezirk Bang Phlat aus vier Unterbezirken von Bangkok Noi geschaffen, so dass Bangkok Noi nur noch vier Unterbezirke übrig blieben: Sirirat, Ban Chang Lo, Bang Khun Non, und Bang Khun Si. Am 12. Dezember 1991 wurde ein kleiner Teil von Bang Phlat an Bangkok Noi zurückgegeben, wodurch der neue Unterbezirk Arun Amarin entstand.

## Sehenswürdigkeiten
- National Museum of the Royal Barges – zeigt die Geschichte der königlichen Barkenprozession, mit interessanten Ausstellungsstücken.
- Siriraj-Museum – Zusammenfassung mehrerer Museen zur Medizingeschichte und Forensik auf dem Gelände des bekannten Siriraj-Krankenhauses, welches von König Chulalongkorn (Rama V.) als seinerzeit modernstes Krankenhaus in Thailand gegründet wurde.
- Der Bahnhof Thonburi (auch: Thon Buri Railway Station) liegt direkt neben dem Siriraj-Krankenhaus. Hier fuhren die Züge ab in Richtung Westen, hauptsächlich zur Provinz Kanchanaburi, aber auch bis nach Südthailand. Der Bahnhof wurde 1900 vom deutschen Architekten Karl Döhring im europäischen Stil erbaut. Im Zweiten Weltkrieg wurde er von den Japanern als Nachschub-Basis benutzt und wurde daher auch zerstört. Nach dem Krieg wurde das Bahnhofsgebäude im gleichen Stil wieder errichtet. Im Jahre 2003 wurde der eigentliche Bahnhof etwa 1 km nach Westen verlegt, seitdem ist das alte Gebäude ungenutzt. Das dadurch freigewordene Bahngelände ist für die Erweiterung des Krankenhauses vorgesehen, wird aber derzeit nur als Parkplatz benutzt.
- Wat Suwannaram Ratchaworawihan – gegründet in der Ayutthaya-Periode, sehr sehenswerte Wandmalereien der letzten 10 Jatakas (Thai: „Tosachat“) im Ubosot ausgeführt von den Meistern Thong Yu und Khong Pae, welche berühmte Künstler zur Zeit von König Phra Nang Klao (Rama III.) waren.
- Wat Chinorasaraam Worawihan – aus dem Jahr 1836, der auf den Fensterläden Abbildungen von Nagas zeigt, im Ubosot Wandmalereien zum Leben des Buddha.
- Wat Rakhang Kositaram Woramahawihan – einer der bekanntesten Tempel aus der Ayutthaya-Periode am Chao Phraya. Während einer Renovierung in der Regierungszeit von König Phra Phutthayotfa Chulalok (Rama I.) wurde eine große Glocke gefunden, die im Glockenturm des Wat Phra Kaeo installiert wurde. Als Ersatz wurden im Tempel fünf kleinere Glocken installiert, die dem Tempel seinen Namen gaben (Rakhang heißt übersetzt „Glocke“). Ebenfalls sehenswert ist der alte „Tripitaka-Pavillon“ (Thai: หอพระไตรปิฎก, Hor Trai  – Bibliothek).
- Wat Chinorasaram – kleines Kloster am Khlong Mon aus der Regierungszeit von König Phra Nang Klao (Rama III.).

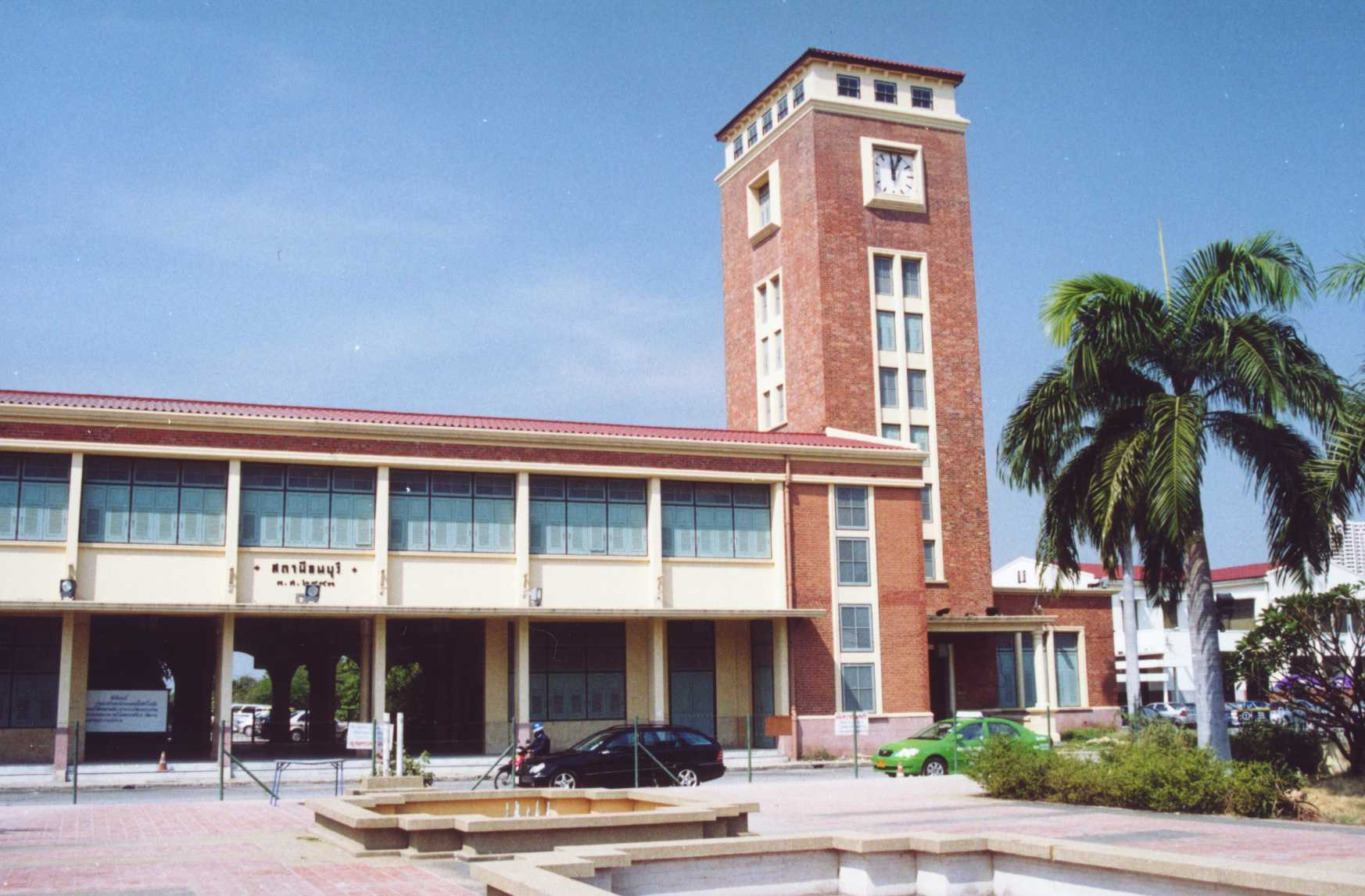
Der alte Bahnhof von Thonburi
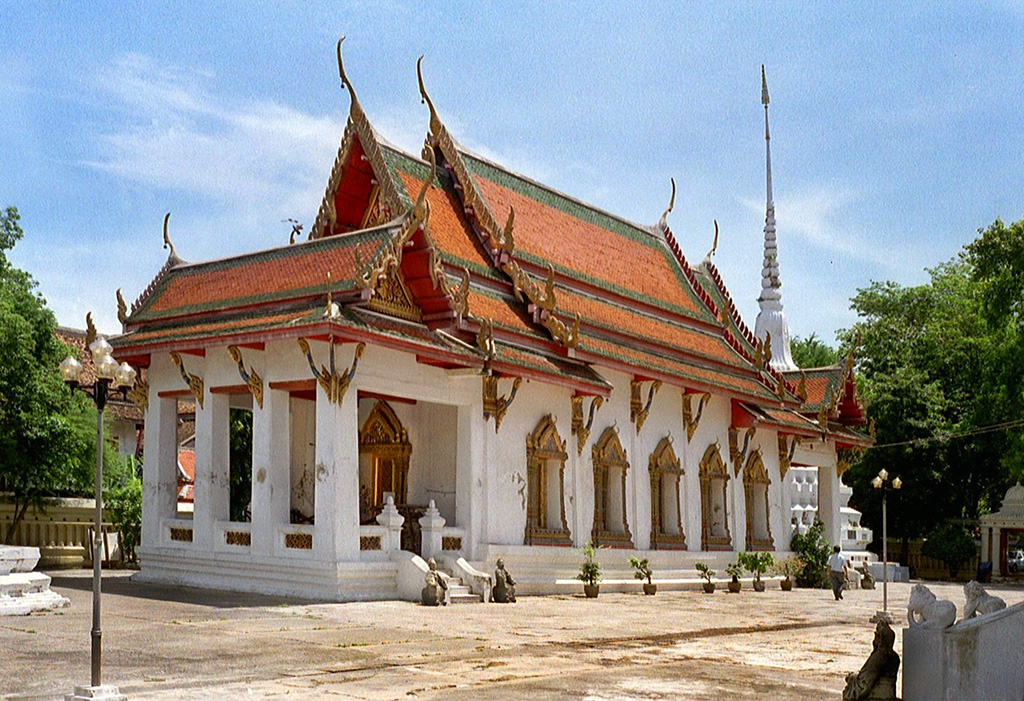
Wat Suwannaram
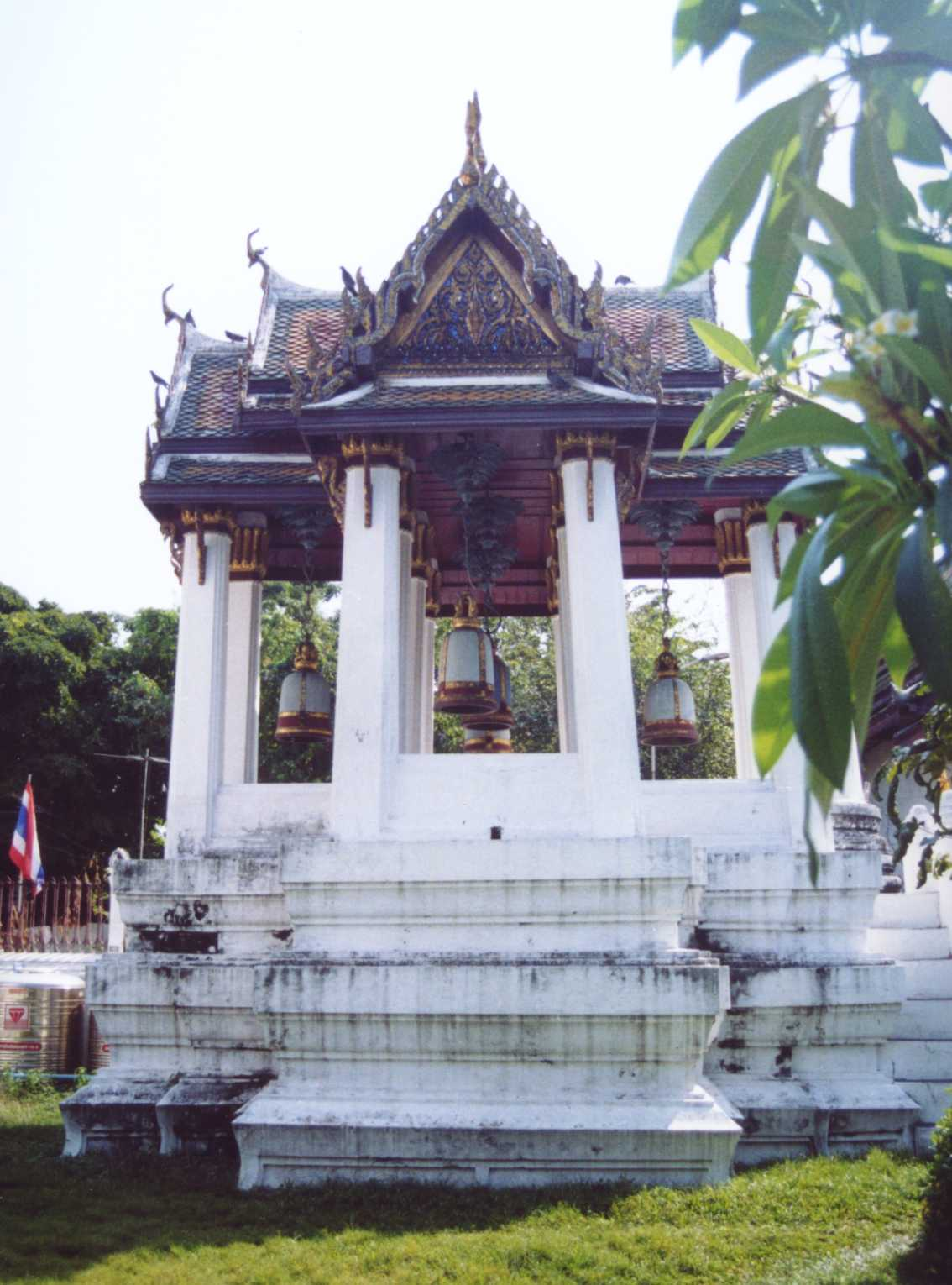
Glockenturm des Wat Rakhang

## Verkehr

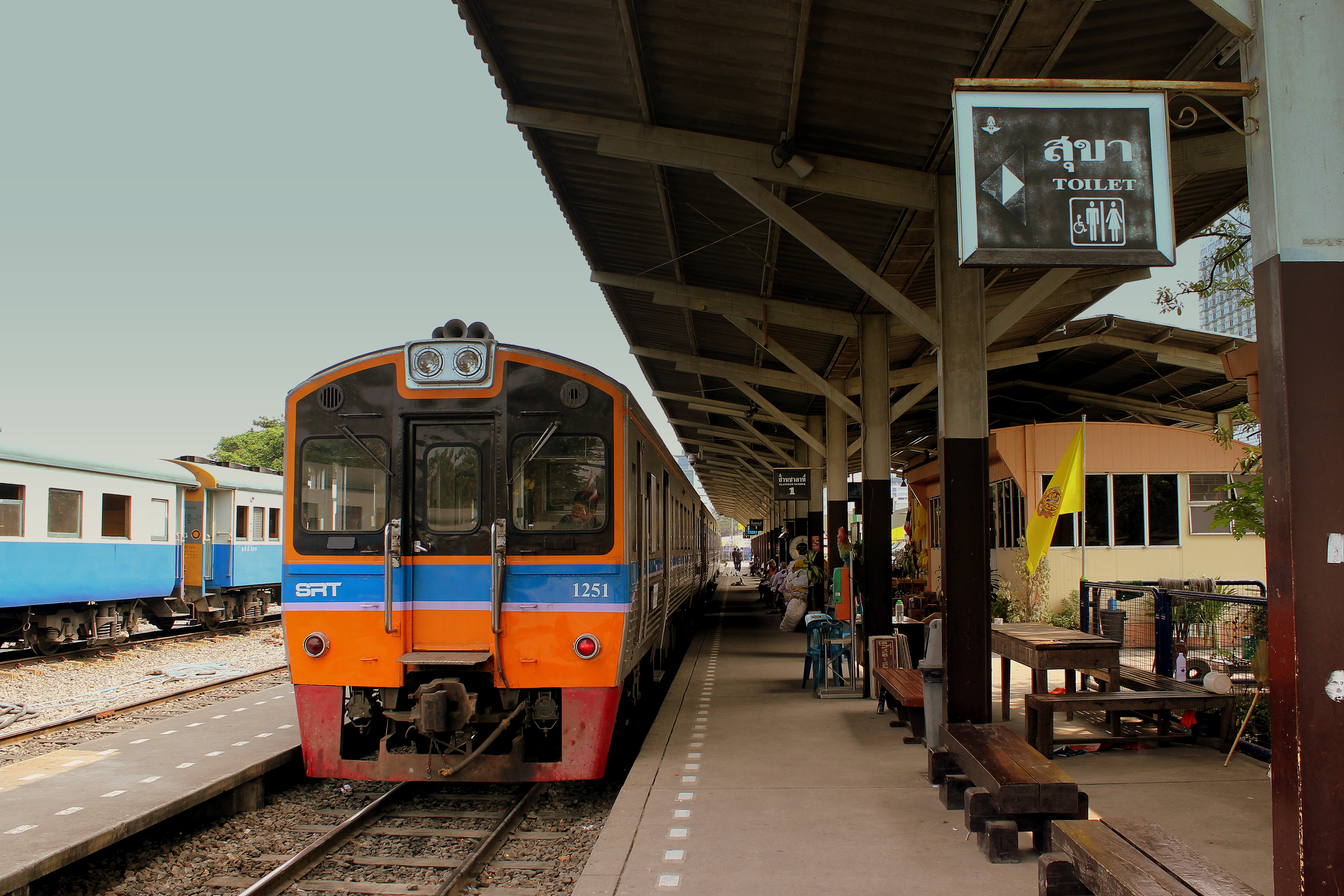
Bahnhof Thonburi

In diesem Bezirk befindet sich der Bahnhof Thonburi (ehemals Bahnhof Bangkok Noi, nicht zu verwechseln mit dem historischen Bahnhof Thonburi). Er ist Anfangs- bzw. Endpunkt der Bahnstrecke Bangkok-Thonburi–Sungai Kolok. Hier fahren Nahverkehrszüge von/nach Ratchaburi und Salaya sowie Personenzüge von/nach Prachuap Khiri Khan und Lang Suan in Südthailand und Nam Tok in Westthailand (an der Thailand-Burma-Eisenbahn). Einen weiteren Eisenbahnhaltepunkt gibt es an der Thanon Charan Sanitwong. 
Durch Bangkok Noi führt außerdem die blaue Linie der Bangkoker U-Bahn (MRT) mit den Stationen Bang Khun Non und Fai Chai. Ihr Verlauf entspricht dem der Thanon Charan Sanitwong.
Auf dem Chao-Phraya-Fluss, der den Bezirk im Osten begrenzt, gibt es einen Linienverkehr mit Expressbooten. Anlegestellen sind an der Pinklao-Brücke (Phra Pin Klao), am alten Bahnhof Thonburi (Tha Rot Fai) und Prannok. Zudem verbinden Fähren Bangkok Yai mit der gegenüberliegenden Altstadt auf der Rattanakosin-Insel: zwischen Wang Lang und Tha Phrachan (an der Thammasat-Universität) sowie zwischen Wat Rakhang und Tha Chang (am Großen Palast und Silpakorn-Universität).

## Wirtschaft
Im Norden des Bezirks befindet sich an der Borommaratchachonnani-Straße das Einkaufszentrum Central Pinklao. Auf der gegenüberliegenden Straßenseite (bereits im Bezirk Bang Phlat) sind das Kino Major Cineplex und Markthallen.

## Verwaltung

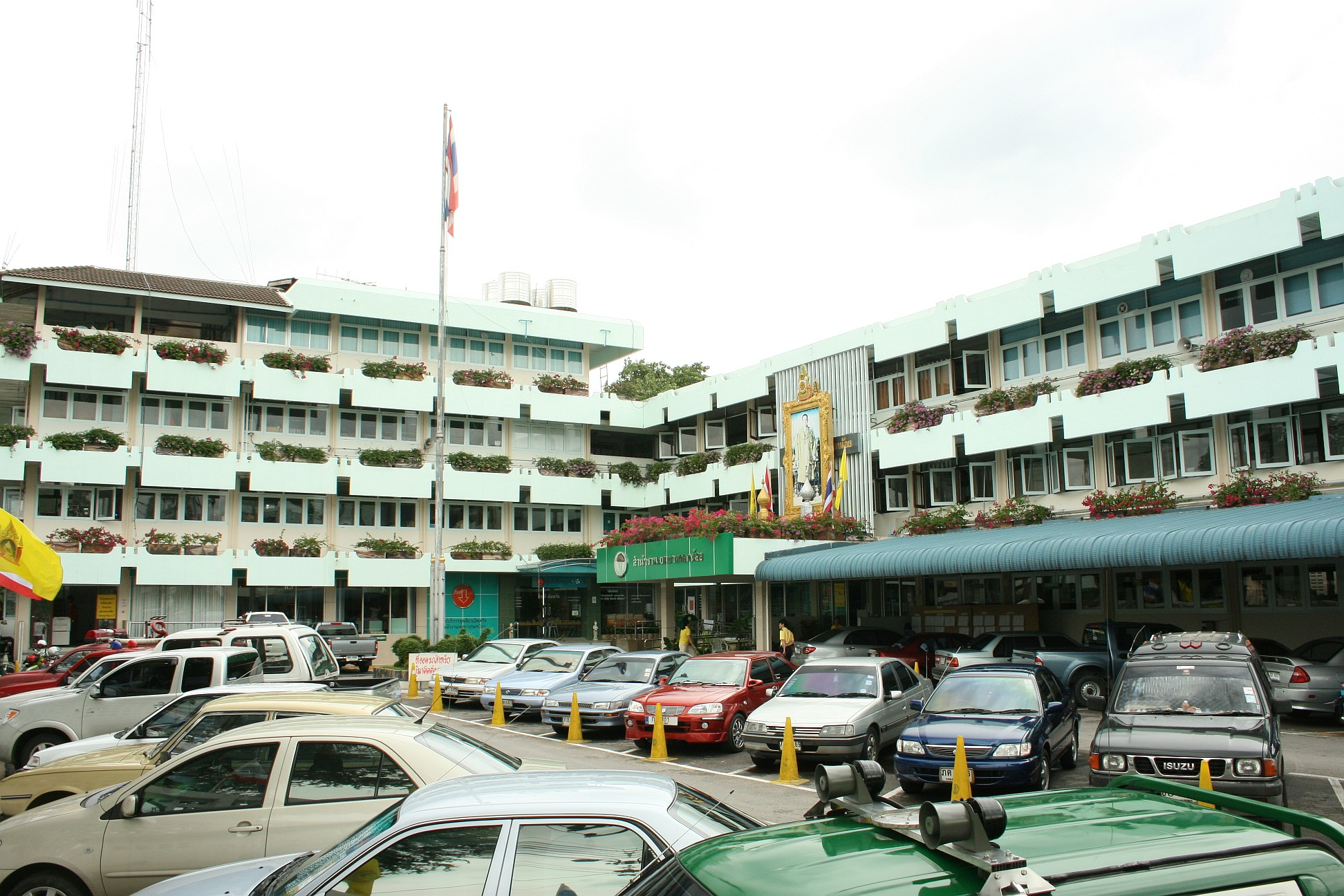
Sitz der Bezirksverwaltung von Bangkok Noi

Der Bezirk ist in fünf Unterbezirke (Khwaeng) gegliedert:
| Nr. | Name Khwaeng  | Thai      | Einw.  |
| --- | ------------- | --------- | ------ |
| 1.  | Sirirat       | ศิริราช     | 16.907 |
| 2.  | Ban Chang Lo  | บ้านช่างหล่อ | 34.840 |
| 3.  | Bang Khun Non | บางขุนนนท์  | 09.690 |
| 4.  | Bang Khun Si  | บางขุนศรี   | 34.682 |
| 5.  | Arun Amarin   | อรุณอมรินทร์ | 21.384 |